# Тур Фландрии (женский)
Тур Фландрии (нидерл. Ronde van Vlaanderen, англ. Tour of Flanders) — шоссейная однодневная велогонка, проходящая по территории Бельгии с 2004 года. Является женской версией мужской монументальной гонки Тур Фландрии.

## История
Гонка была создана в 2004 году и сразу вошла в календарь Женского мирового шоссейного кубка UCI в котором проводилась до упразднения Кубка в 2015 году. Дебютная гонка состоялась 4 апреля 2004 года. Она стартовала в Ауденарде и финишировала в Нинове. Её дистанция составила 94 км, что сделало её самой короткой в истории, из которых последние 55 км были идентичны мужской гонке и включали девять категорийных подъёмов, в том числе Muur van Geraardsbergen и Bosberg которые были двумя последним последних двух. Победу одержала россиянка Зульфия Забирова.
На следующий 2005 год дистанция увеличилась до 112 км и включала 12 категорийных подъёмов. Сама же гонка закончилась при фарсовых обстоятельствах в борьбе за третье место, когда на последних двух километрах группа из 20 гонщиц ошиблась и пересекла финишную черту в противоположном направлении. В результате чего все они, включая лидера Кубка австралийку Ойнон Вуд были дисквалифицированы.
В 2006 году Мирьям Мельхерс повторив свой прошлогодний успех, став первой, кто выиграл гонку дважды. К 2009 году дистанция увеличилась до 131 км и помимо категорийных подъёмов стала включать три длинных брусчатых участка. В 2010 году Грейс Вербеке стала первой бельгийкой, победившей на гонке.
В 2012 году финиш мужских и женских гонок переместился в Ауденарде, что сделало Ауденарде одновременно местом старта и финиша женской гонки. Это повлекло изменение двух последних категорийных подъёмов — вместо Muur van Geraardsbergen и Bosberg стали Oude Kwaremont и Paterberg. 
После упразднения Кубка мира в 2016 году вошла календарь только что созданного Женского мирового тура UCI.
На следующий 2017 год стала первой гонкой в соответствии с новыми правилами UCI, которые допускали более длинные дистанции женских гонок. В результате этого маршрут был удлинён до 153,2 км, включая 12 подъёмов и пять ровных булыжных участков. Одновременно с этим после шестилетнего перерыва организаторы вернули подъём Muur van Geraardsbergen, как и у мужчин. А в 2018 году стала первой женской гонкой, которая полностью транслировалось в прямом эфире на телевидении.
С 2021 года организаторы гонки Flanders Classics убрали на своём веб-сайте из названия гонки часть for Women, в результате чего женская гонка стала называться точно также как и мужская. Чтобы различать эти две гонки, они стали подразделяться на Elite Men and Elite Women.
Проводится в тот же день, что и мужская гонка.

## Маршрут

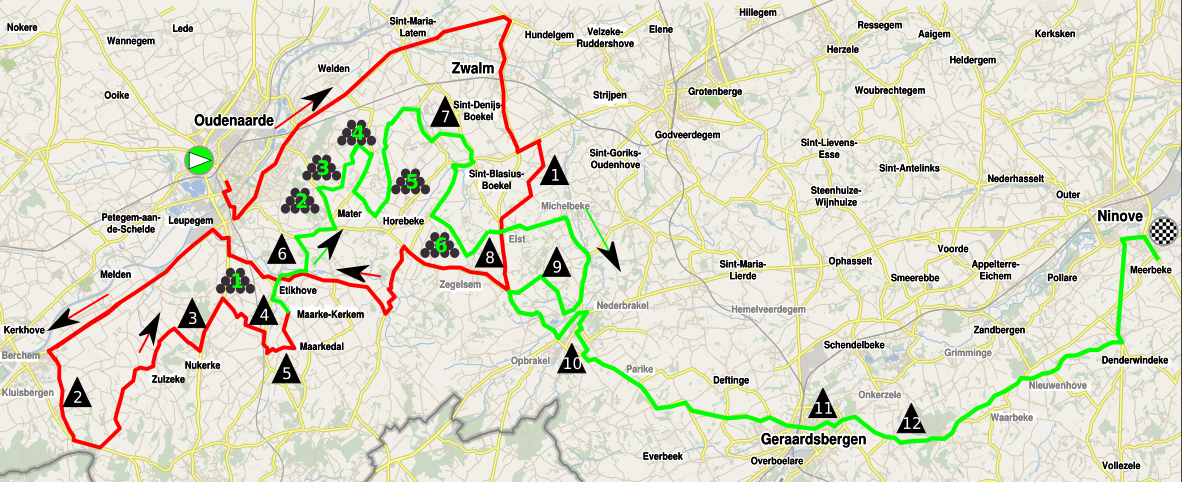
Маршрут 2011 года

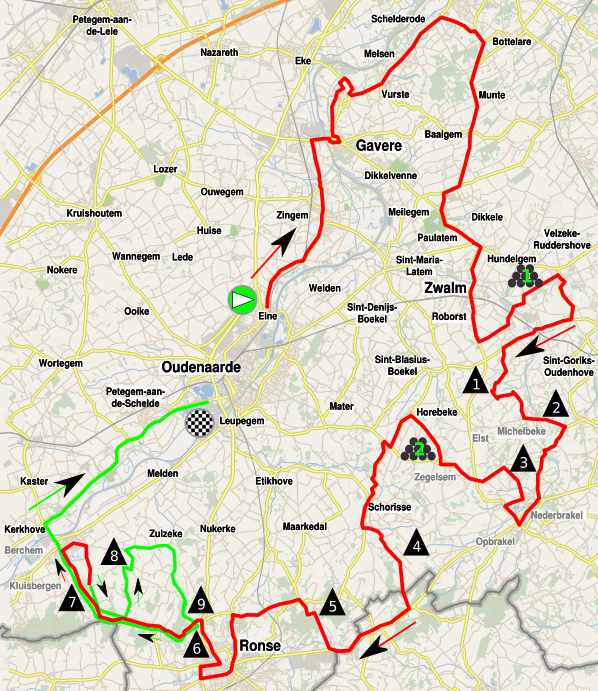
Маршрут 2012 года

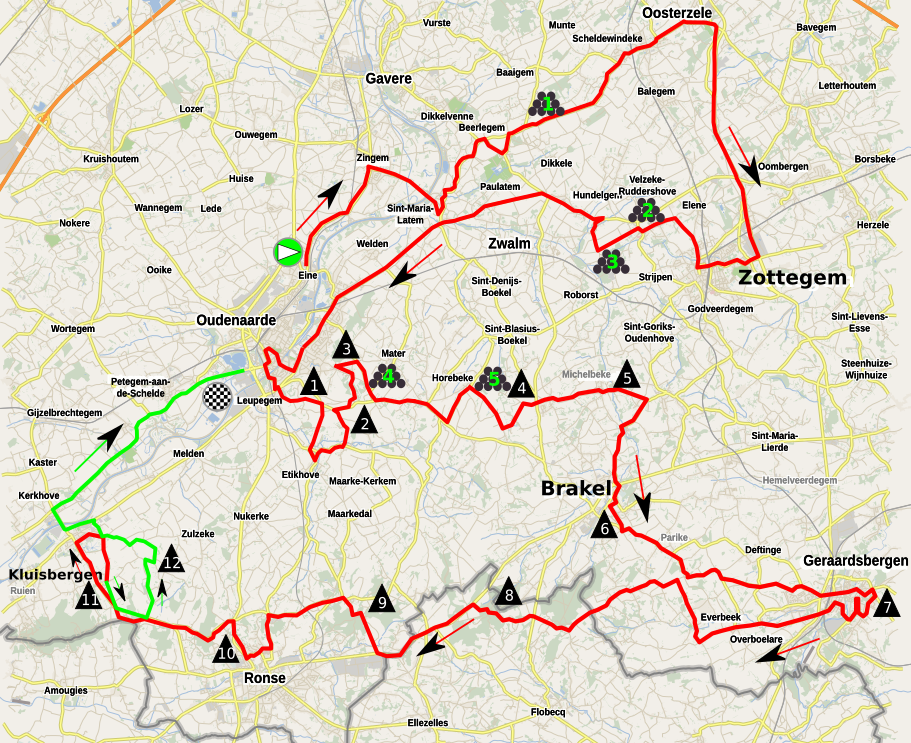
Маршрут 2017 года

Маршрут гонки проходит в Восточной Фландрии. Он включает расположенные во Фламандских Арденнах более 10 категорийных коротких, узких и крутых подъёмом, некоторые из которых имеют брусчатое покрытие и около 5 равнинных мощёных участков. Часть дистанции, в том числе её финальная часть повторяет маршрут мужской гонки.
Изначально гонка финишировала в Нинове и последними категорийными подъёмами были Muur van Geraardsbergen и Bosberg. В 2012 году финиш переместился в Ауденарде, что повлекло к исчезновению Muur van Geraardsbergen и Bosberg, а последними категорийными подъёмами стали Oude Kwaremont и Paterberg. С 2017 года маршрут стал снова проходить через Герардсберген, что позволило вернуть подъём Muur van Geraardsbergen.
Протяжённость дистанции с 94 км во временя первого издания постепенно увеличилась и стала превышать 150 км.
| №  | Название                | Км от старта | Покрытие          | Длина (м) | Средний % | Макс % | Км до финиша |
| -- | ----------------------- | ------------ | ----------------- | --------- | --------- | ------ | ------------ |
| 1  | Achterberg              | 56,0         | асфальт           | 1 500     | 4,3%      | 11%    | 97,2         |
| 2  | Eikenberg               | 62,6         | брусчатка         | 1 200     | 5,2%      | 10%    | 90,6         |
| 3  | Wolvenberg              | 65,7         | асфальт           | 645       | 7,9%      | 17,3%  | 87,5         |
| 4  | Leberg                  | 74,5         | асфальт           | 950       | 4,2%      | 13,8%  | 78,7         |
| 5  | Berendries              | 78,6         | асфальт           | 940       | 7%        | 12,3%  | 74,6         |
| 6  | Tenbosse                | 83,5         | асфальт           | 450       | 6,9%      | 8,7%   | 69,7         |
| 7  | Muur van Geraardsbergen | 93,9         | брусчатка         | 1 075     | 9,3%      | 19,8%  | 59,3         |
| 8  | La Houppe               | 112,5        | асфальт           | 2 800     | 3,3%      | 10%    | 40,7         |
| 9  | Kanarieberg             | 118,3        | асфальт           | 1 000     | 7,7%      | 14%    | 34,9         |
| 10 | Kruisberg (Hotond)      | 126,7        | брусчатка–асфальт | 2 500     | 5%        | 9%     | 26,5         |
| 11 | Oude Kwaremont          | 136,5        | брусчатка         | 2 200     | 4%        | 11,6%  | 16,7         |
| 12 | Paterberg               | 140,0        | брусчатка         | 360       | 12,9%     | 20,3%  | 13,2         |

| № | Название         | Км от старта | Длина (м) | Км до финиша |
| - | ---------------- | ------------ | --------- | ------------ |
| 1 | Lange Munte      | 12,5         | 2470      | 139,4        |
| 2 | Lippenhovestraat | 36,3         | 1 300     | 115,6        |
| 3 | Paddestraat      | 37,8         | 1 500     | 114,1        |
| 4 | Holleweg         | 63,4         | 1 500     | 88,5         |
| 5 | Haaghoek         | 69,1         | 2 000     | 82,8         |

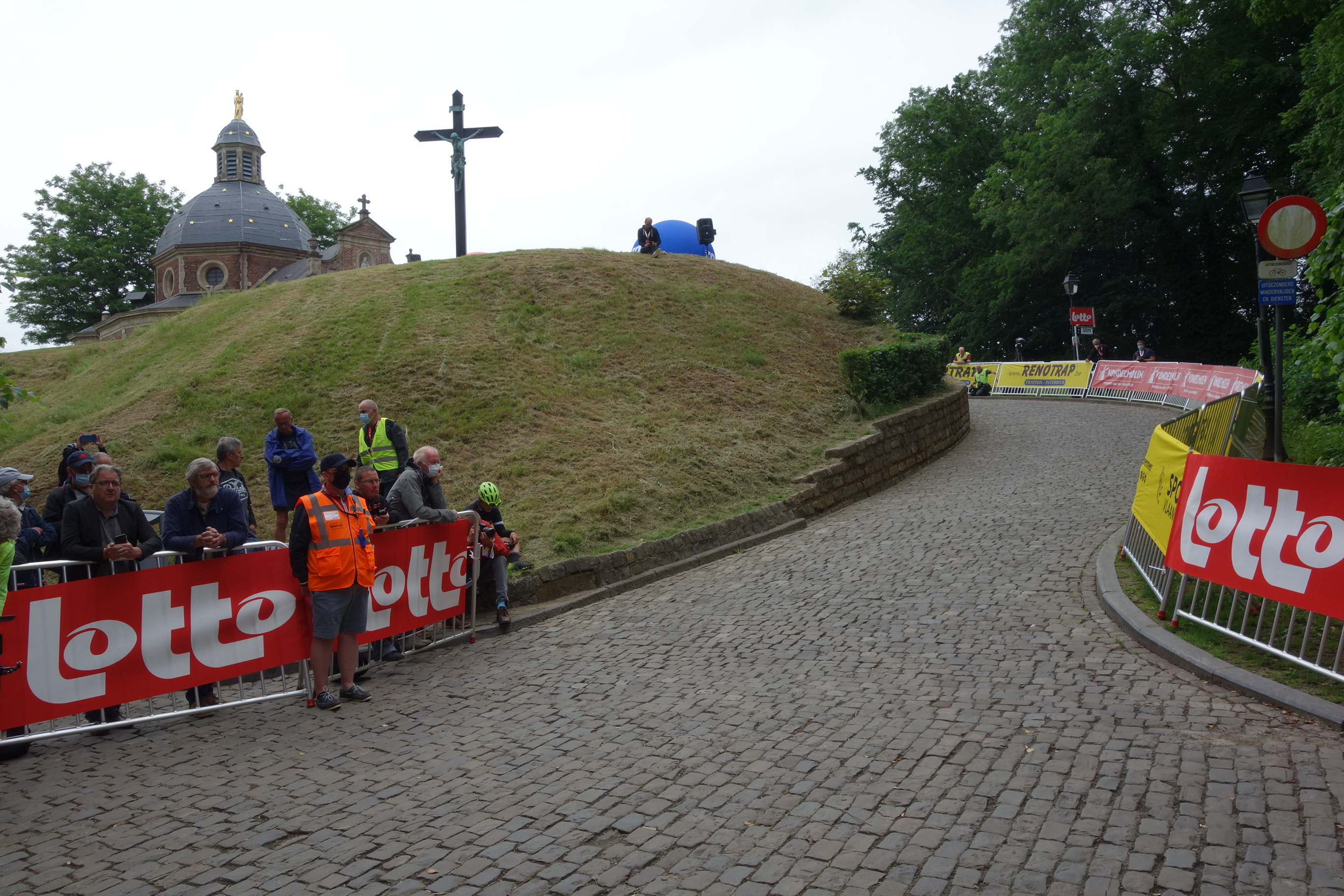
подъём Muur van Geraardsbergen
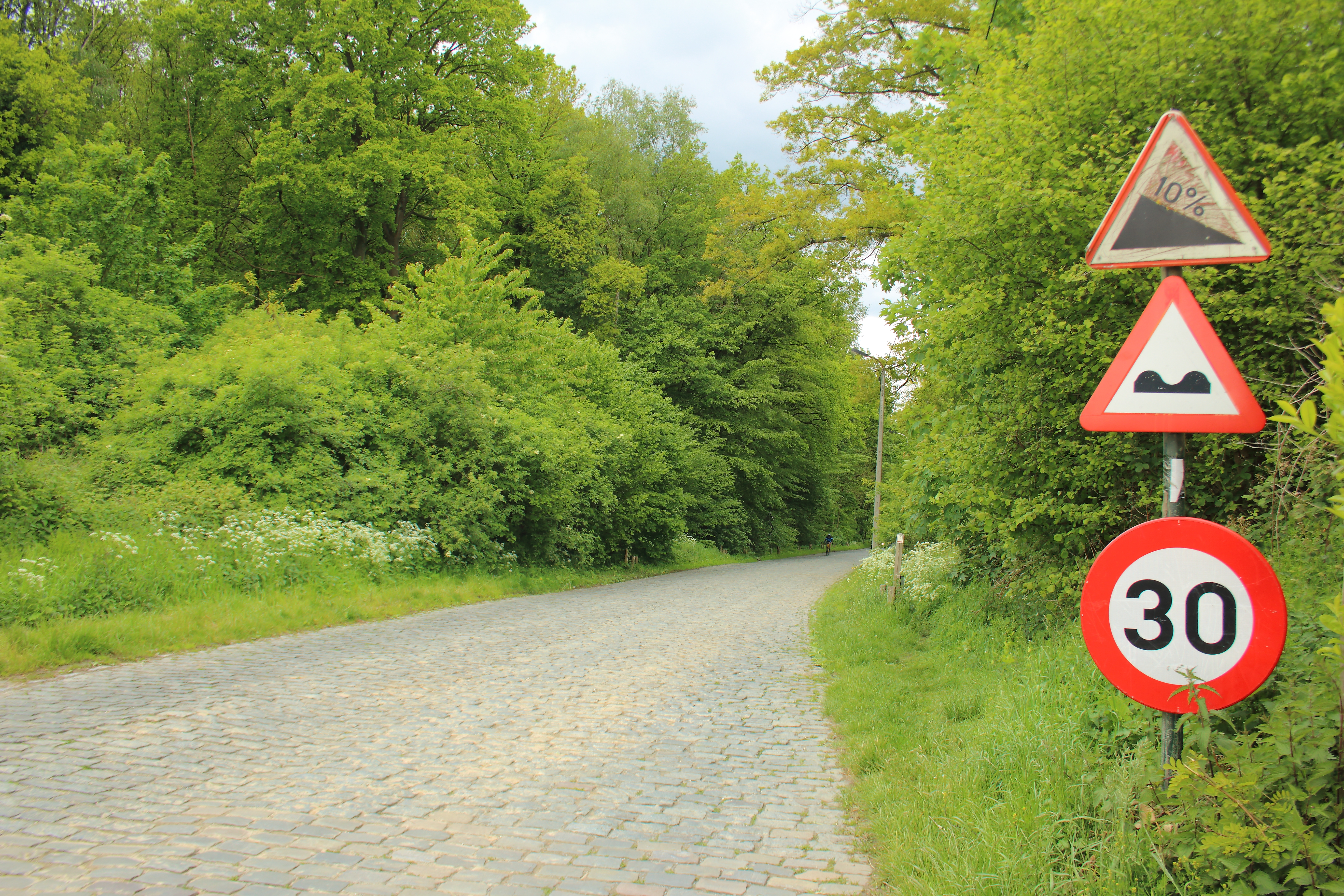
подъём Bosberg
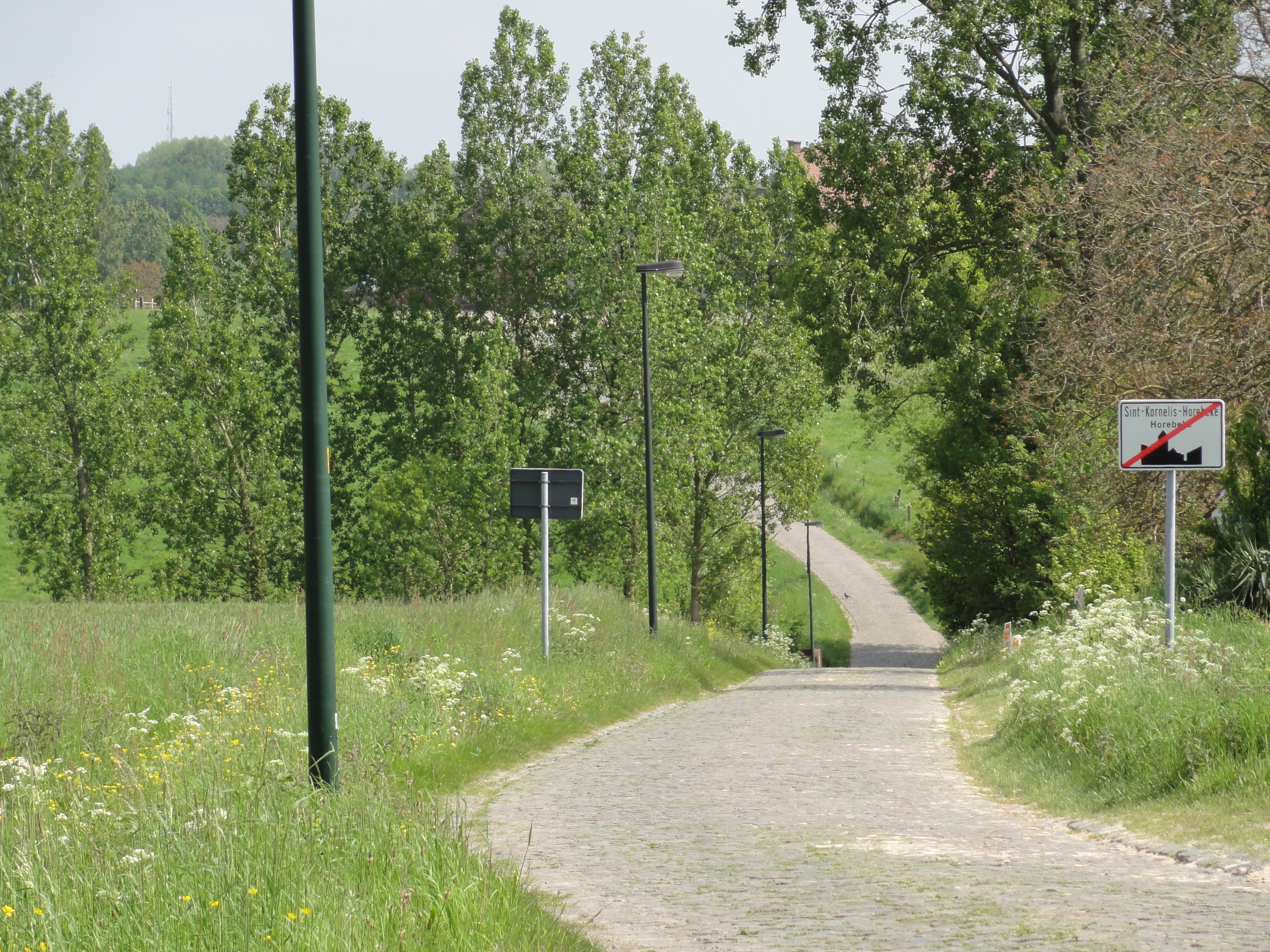
мощёный участок Haaghoek
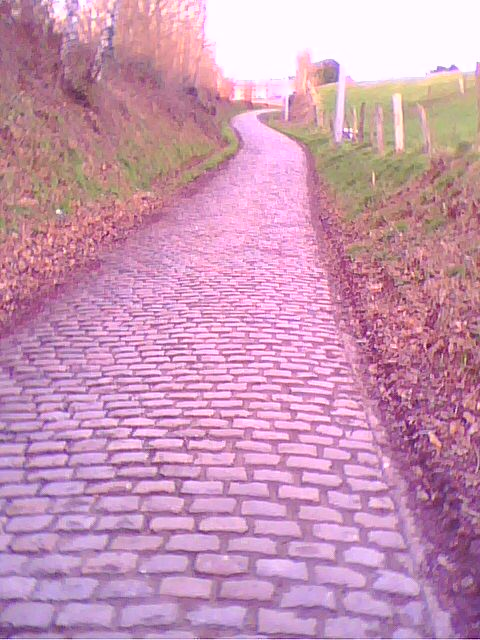
подъём Oude Kwaremont
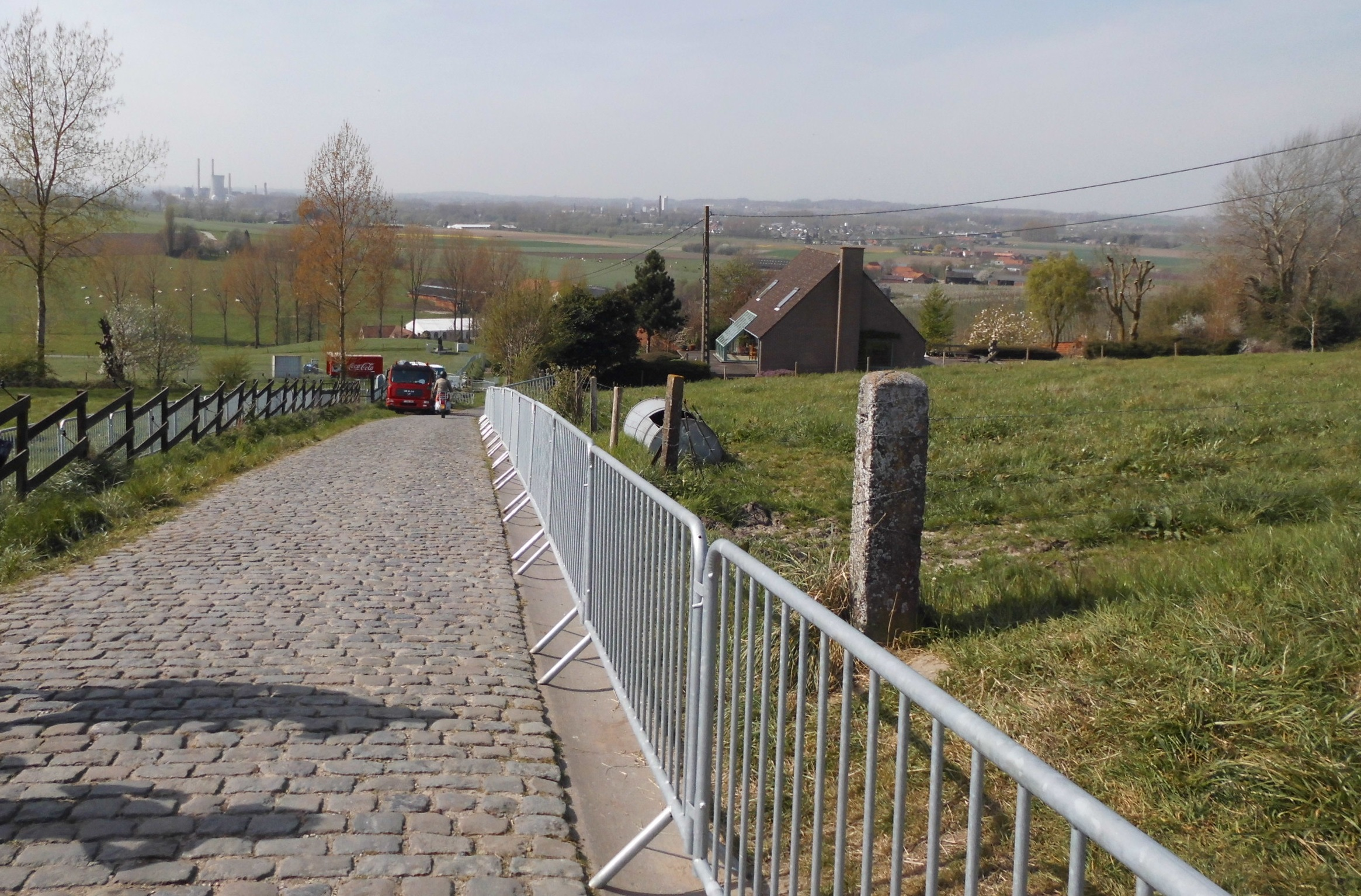
подъём Paterberg

## Призёры

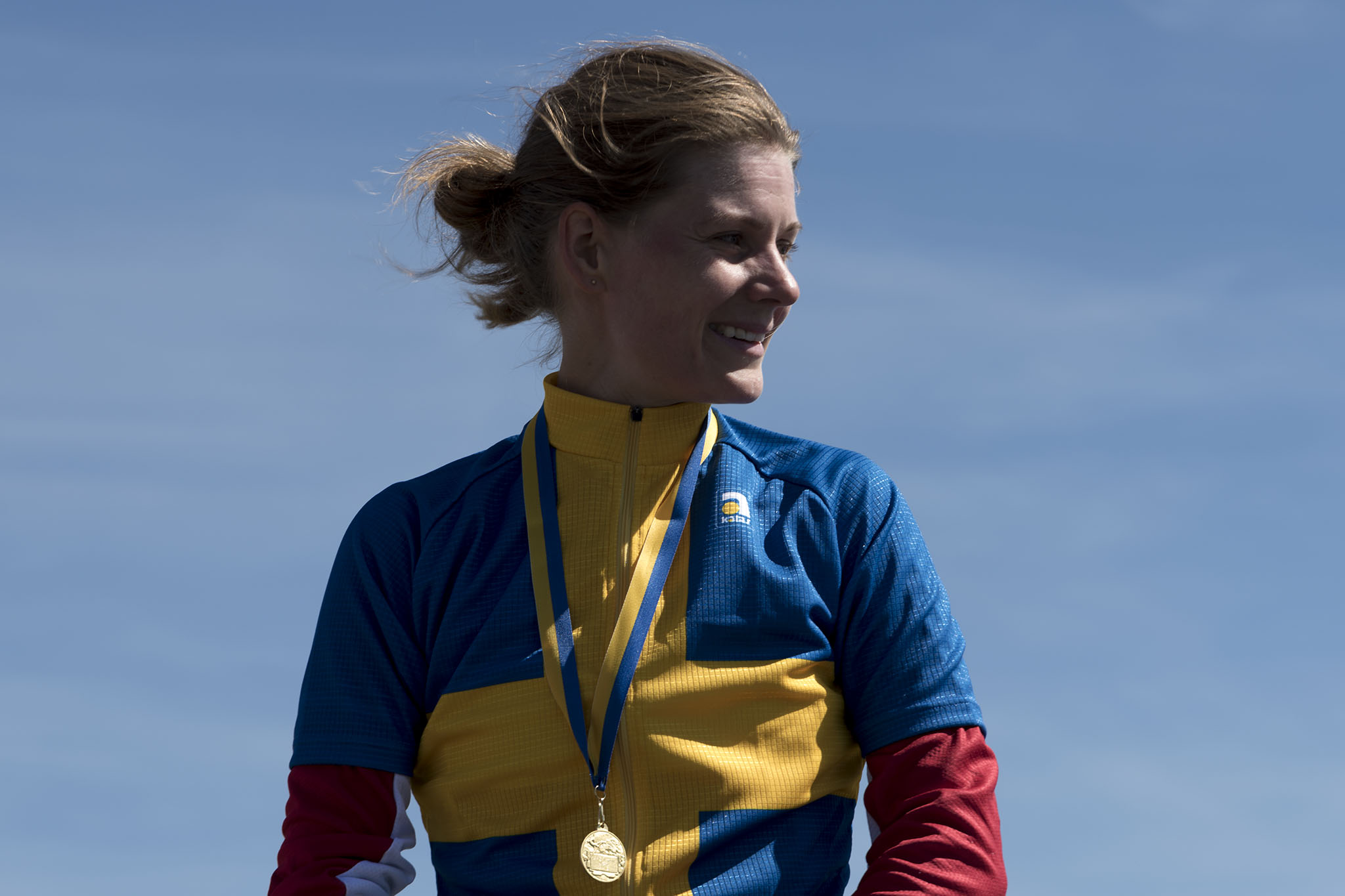
У шведки Эммы Юханссон четыре подиума, но не одной победы

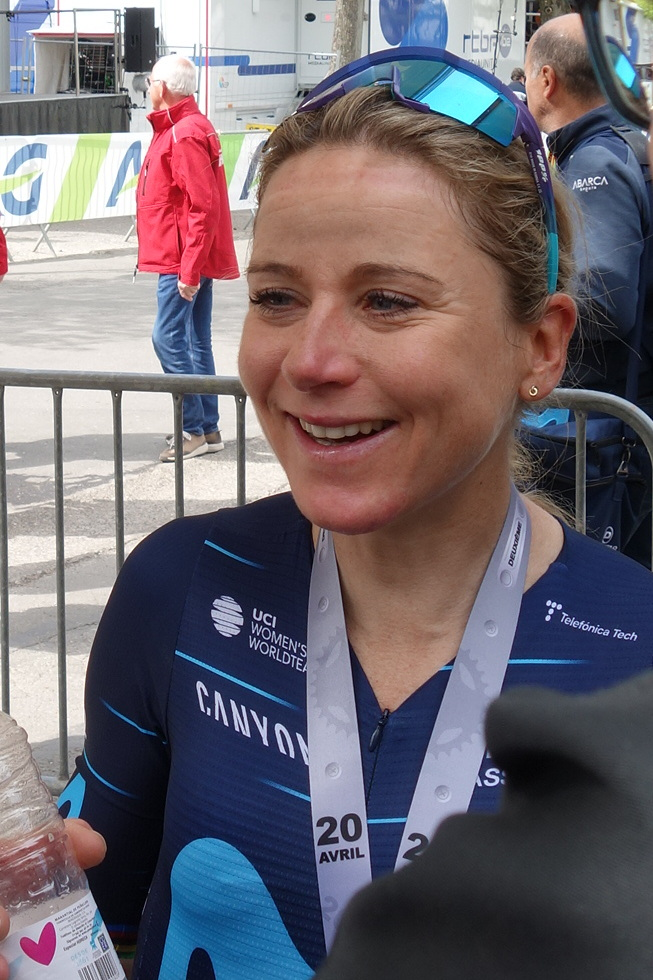
У нидерландки Аннемик Ван Влёйтен две победы и три подиума к 2022 году

| Год  | Победитель           | Второй             | Третий                |
| ---- | -------------------- | ------------------ | --------------------- |
| 2004 | Зульфия Забирова     | Трикси Воррак      | Леонтин Ван Морсел    |
| 2005 | Мирьям Мельхерс      | Сюзанн Юнгског     | Мония Баккаилле       |
| 2006 | Мирьям Мельхерс      | Кристиана Зёдер    | Лус Гюнневейк         |
| 2007 | Николь Кук           | Зульфия Забирова   | Марианна Вос          |
| 2008 | Юдит Арндт           | Кристин Армстронг  | Кирстен Вилд          |
| 2009 | Ина-Йоко Тойтенберг  | Кирстен Вилд       | Эмма Юханссон         |
| 2010 | Грейс Вербеке        | Марианна Вос       | Кирстен Вилд          |
| 2011 | Аннемик ван Влётен   | Татьяна Антошина   | Марианна Вос          |
| 2012 | Юдит Арндт           | Кристин Армстронг  | Джоэль Нумайнфилле    |
| 2013 | Марианна Вос         | Эллен Ван Дейк     | Эмма Юханссон         |
| 2014 | Эллен Ван Дейк       | Элизабет Армитстед | Эмма Юханссон         |
| 2015 | Элиза Лонго Боргини  | Жольен Д'Ор        | Анна Ван дер Брегген  |
| 2016 | Элизабет Армитстед   | Эмма Юханссон      | Хантал Блак           |
| 2017 | Корин Ривера         | Грейси Элвин       | Хантал Блак           |
| 2018 | Анна Ван дер Брегген | Эми Питерс         | Аннемик ван Влётен    |
| 2019 | Марта Бастианелли    | Аннемик ван Влётен | Сесилие Уттруп Лудвиг |
| 2020 | Хантал Блак          | Эми Питерс         | Лотте Копеки          |
| 2021 | Аннемик ван Влётен   | Лиза Бреннауэр     | Грейс Браун           |
| 2022 | Лотте Копеки         | Аннемик ван Влётен | Хантал Блак           |
| 2023 | Лотте Копеки         | Деми Воллеринг     | Элиза Лонго Боргини   |
| 2024 | Элиза Лонго Боргини  | Катажина Невядома  | Ширин ван Анрой       |
| 2025 |                      |                    |                       |